# Steve Fisher (ciclista)
Steve Fisher (Seattle, 22 de juny de 1990) és un ciclista estatunidenc, professional des del 2014. Actualment corre a l'equip Hangar 15 Bicycles.

## Palmarès
- 2012
  - 1r al Tour de Delta i vencedor d'una etapa
- 2013
  - 1r al Tour de Delta
- 2017
  - 1r al Gran Premi ciclista de Saguenay i vencedor d'una etapa